# Yuriria
Yuriria ist eine Stadt mit knapp 27.000 Einwohnern und Hauptort einer Gemeinde (municipio) mit etwa 70.000 Einwohnern im Süden des mexikanischen Bundesstaats Guanajuato. Wegen seines kolonialzeitlichen Zentrums und der reizvollen landschaftlichen Umgebung zählt der Ort seit dem Jahr 2012 zu den Pueblos Mágicos des Landes.

## Lage und Klima
Die Stadt Yuriria liegt südlich des gleichnamigen Lagunensees etwa 125 km (Fahrtstrecke) südlich von Guanajuato bzw. ca. 325 km nordwestlich von Mexiko-Stadt in einer Höhe von ca. 1755 m. Die Jahresdurchschnittstemperatur liegt bei ca. 20 °C; Regen (ca. 1050 mm/Jahr) fällt ganz überwiegend im Sommerhalbjahr.

## Bevölkerung
| Jahr      | 2000   | 2010   | 2020   |
| Einwohner | 22.145 | 25.216 | 25.845 |

Die Einwohner der Stadt sind zumeist indianischer Abstammung; auch der Anteil von Mestizen ist relativ hoch. Nur noch ein kleiner Teil der Einwohner der Gemeinde spricht den regionalen Purépecha-Dialekt; Umgangssprache ist in der Regel Spanisch.

## Wirtschaft
Durch den nahe gelegenen See bestens mit Wasser versorgt, wurde die Region um Yuriria zu einem wichtigen Zentrum für landwirtschaftliche Produkte aller Art; auch die Viehzucht spielt eine wichtige Rolle. Auf dem Gemeindegebiet gibt es noch mehrere Großgrundbesitzer (hacienderos).

## Geschichte
Vor der Ankunft der Spanier hieß die Gegend Yuririapúndaro („blutiger See“). Der Augustiner-Mönch Pedro de Olmos gründete um das Jahr 1540 eine Missionsstation. Seit 1560 hieß der Ort San Pablo Yuririhapúndaro.

## Sehenswürdigkeiten
- Der nahegelegene See entstand als Ausgleichsbecken zur Regulierung des nördlich verlaufenden Río Lerma im Jahr 1562. Er gilt als eines der frühesten Wasserbauwerke Mexikos und damit ganz Amerikas.[4]
- Der vom Augustinerorden in den 1550er aus Bruchsteinmaterial Jahren erbaute Convento de San Pablo diente in der Hauptsache der Missionierung der umliegenden Indianer-Dörfer. Links neben der unter Mitwirkung indigener Handwerker entstandenen Kirchenfassade ist noch eine offene Kapelle (Capilla abierta) erhalten. Der zur Stabilisierung dienende Kirchturm endet in einem dreigeteilten Glockengiebel (espadaña). Zentrum des Klosterbereichs ist ein doppelgeschossiger, aber ansonsten schmuckloser Kreuzgang (claustro).[5]
- Die in den Jahren 1994–1901 erbaute zweitürmige Parroquia de la Preciosa Sangre de Cristo ist dem kostbaren Blut Christi geweiht.[6]